# Quintus Fulvius Flaccus (Suffektkonsul 180 v. Chr.)
Quintus Fulvius Flaccus entstammte der römischen Plebejerfamilie der Fulvier und war 180 v. Chr. Suffektkonsul.

## Leben
Laut dem Zeugnis der Fasti Capitolini war Quintus Fulvius Flaccus der Sohn eines Gnaeus Fulvius Flaccus, der mit jenem Prätor identifiziert wird, der 212 v. Chr. eine Niederlage gegen Hannibal erlitt und deshalb ins Exil gehen musste.
Nachdem der römische Konsul Titus Quinctius Flamininus 198 v. Chr. den Makedonen erste Kämpfe geliefert hatte und anschließend ein von ihm mit Philipp V. geführtes persönliches Gespräch ergebnislos verlaufen war, wurde vereinbart, dass Gesandte Philipps V. und der mit Rom verbündeten griechischen Staaten vor dem Römischen Senat sprechen sollten. Die Aufgabe, die Gesandten im Winter 198/197 v. Chr. nach Rom zu geleiten und einen Bericht des Konsuls zu übermitteln, übernahmen drei von dessen Vertrauensleuten: Neben Appius Claudius Nero und einem Quintus Fabius auch ein Quintus Fulvius, dessen Identifikation mit dem hier behandelten Quintus Fulvius Flaccus der Althistoriker Friedrich Münzer für wahrscheinlich hält. Der Senat beschloss die Fortführung des Krieges, und Flamininus besiegte Philipp V. entscheidend im Juni 197 v. Chr. in der Schlacht von Kynoskephalai.
189 v. Chr. übte Flaccus das Amt eines plebejischen Ädils aus. Zwei Jahre später verwaltete er als Prätor die Insel Sardinien. 181 v. Chr. fungierte er als Legat des Prokonsuls Lucius Aemilius Paullus Macedonicus, als dieser die Ligurer bekämpfte.
Nachdem Flaccus schon dreimal vergeblich als Kandidat für das höchste Staatsamt aufgetreten war, wurde er 180 v. Chr. nach dem Tod seines zum Konsul für dieses Jahr gewählten Stiefvaters Gaius Calpurnius Piso als Suffektkonsul nachgewählt. Angeblich beseitigte Flaccus’ Mutter Quarta Hostilia ihren (zweiten) Gatten Piso durch Gift, um ihrem Sohn das Konsulat zu verschaffen. Nach einer Attacke des Flaccus ergaben sich 7000 Apuaner, die der Suffektkonsul nach Samnium umsiedelte.
Ein Sohn des Quintus Fulvius Flaccus war Gaius Fulvius Flaccus, der 134 v. Chr. Konsul wurde, ein weiterer wahrscheinlich Servius Fulvius Flaccus, der das höchste Staatsamt 135 v. Chr. bekleidete. Diese beiden letztgenannten Konsuln veranstalteten vielleicht zu Ehren ihres Vaters Leichenspiele, wie der deutsche Althistoriker Conrad Cichorius aus einer Angabe des römischen Dichters Gaius Lucilius schließt.